# UNITY ROOTS & FAMILY,AWAY
『UNITY ROOTS & FAMILY,AWAY』（ユニティ・ルーツ・アンド・ファミリー アウェイ）は日本のロックバンド、GLAYのメジャー7作目のオリジナル・アルバム。
2002年9月19日にポニーキャニオンよりリリースされた。

## 解説
前作『ONE LOVE』からわずか10ヶ月後のリリース。
シングル「逢いたい気持ち」は諸事情により、本作品への収録は見送られた。また、「夏の彼方へ」はGLAYが参加したサウンドトラック『映画版 未来日記』（2000年の作品）に収録されていた曲で、ラストトラックには前作の1stトラック「ALL STANDARD IS YOU」のリアレンジバージョンが収められている。
前作『ONE LOVE』と同時期に制作され、メンバー曰く、本作は『ONE LOVE』と連作、兄弟作との意味合いがあると述べており、その『ONE LOVE』に収録されなかった楽曲を中心に収録。『ONE LOVE』がバンドサウンド、ロック寄りの楽曲中心だったのに対し、本作はより情緒的なものをまとめたものとなった。
音楽評論家の田家秀樹は本作に関して、「『ONE LOVE』の中の言葉が、パブリックな人格としてのバンドのものだったとしたら、本作はよりパーソナル。パブリックという概念を使えばその対極にあるプライベート。ひとりの人間、ひとりの男性としてのTAKUROの心情。個人的で内省的で、ひっそりとしていて、愛おしい。ステージでは見せない心のひだに触れたような気がする。」と評している。
また、TAKUROの著書『胸懐』ではTAKURO自身の今までの人生を語った個人的な作品でもあると語られており、TAKUROが自分の思い通りにやりたい事を他のメンバーに打ち明けたところ、二つ返事で了承してくれたというエピソードがある。そのため、本作の制作に関しては、JIRO曰く、「GLAYとしてのバンド・マジックというよりTAKUROくんの頭の中にある世界観をどう音として表現するか考えて作った。」と述べている。
タイトルの「UNITY ROOTS & FAMILY」とは、「自分達と共にあるもの。縦、横の繋がり」。そして「AWAY」とは「それらの、出会ったもの、見つけたものを大切にし、新たに歩み出す」という意味を表している。
本作をテーマにしたツアーは行われていなかったが、本作発売から20年経った2022年10月より、本作の収録曲全曲を演奏する「GLAY Anthology presents -UNITY ROOTS & FAMILY,AWAY 2022-」を開催したほか、2023年にはそれを収録した本作のアンソロジー盤も発売した。

## 収録曲
| 全作詞・作曲: TAKURO（※特記以外）、全編曲: GLAY・佐久間正英（※特記以外）。 |                                                                  |                      |                      |      |
| #                                                                          | タイトル                                                         | 作詞                 | 作曲・編曲           | 時間 |
| 1.                                                                         | 「WE ALL FEEL HIS STRENGTH OF TENDER」                           | TAKURO （※特記以外） | TAKURO （※特記以外） | 6:53 |
| 2.                                                                         | 「またここであいましょう」                                       | TAKURO （※特記以外） | TAKURO （※特記以外） | 3:55 |
| 3.                                                                         | 「girlish MOON」                                                 | TAKURO （※特記以外） | TAKURO （※特記以外） | 6:22 |
| 4.                                                                         | 「Way of Difference」                                            | TAKURO （※特記以外） | TAKURO （※特記以外） | 4:45 |
| 5.                                                                         | 「航海」                                                         | TAKURO （※特記以外） | TAKURO （※特記以外） | 5:32 |
| 6.                                                                         | 「ゆるぎない者達」                                               | TAKURO （※特記以外） | TAKURO （※特記以外） | 4:56 |
| 7.                                                                         | 「夏の彼方へ (Johnny the unity mix)」(※編曲: TAKURO、佐久間正英) | TAKURO （※特記以外） | TAKURO （※特記以外） | 2:56 |
| 8.                                                                         | 「neverland」(※作曲: JIRO)                                       | TAKURO （※特記以外） | TAKURO （※特記以外） | 3:39 |
| 9.                                                                         | 「彼らのHOLY X'MAS」                                             | TAKURO （※特記以外） | TAKURO （※特記以外） | 2:58 |
| 10.                                                                        | 「Father & Son」                                                 | TAKURO （※特記以外） | TAKURO （※特記以外） | 4:03 |
| 11.                                                                        | 「卒業まで、あと少し」                                           | TAKURO （※特記以外） | TAKURO （※特記以外） | 4:53 |
| 12.                                                                        | 「Friend of mine」                                               | TAKURO （※特記以外） | TAKURO （※特記以外） | 5:36 |
| 13.                                                                        | 「ALL STANDARD IS YOU 〜END ROLL〜」(※編曲: GLAY & dj honda)     | TAKURO （※特記以外） | TAKURO （※特記以外） | 3:43 |
| 合計時間:                                                                  | 合計時間:                                                        | 60:11                |                      |      |

### 楽曲解説
1. WE ALL FEEL HIS STRENGTH OF TENDER
GLAY楽曲においては稀有な、全英詞の曲である。ストリングスやコーラスを用いた曲。なお、イントロは2分以上あり、GLAYの楽曲では最も長いイントロである。
2. またここであいましょう
同年発売の26thシングル。日本航空「JAL NEW CHINA」CMソング。楽曲自体は、2002年に行なわれたライブ・ツアーにおいても演奏・披露されていた。
3. girlish MOON
女性の視点から綴られた歌詞が特徴的なスロウ・バラード。転調の仕方が印象的な楽曲である。
4. Way of Difference
同年発売の25thシングル。表記はないが、イントロ部分の異なるアルバムバージョンである。
5. 航海
ライフ「GLAY LIFE MASTER CARD "北京メモリアルタイプ"」CMソングとしてオンエアされた楽曲である。
6. ゆるぎない者達
TAKUROをして、「『ゆるぎない者達』があったから『逢いたい気持ち』の入る余地はなかった」と云わしめたバラード楽曲。曲の原型は2000年頃から存在していた。
TAKUROがパーソナリティを務めていたラジオ『GLAY TAKURO RADIO FACTORY』の最終回（2000年12月）において、「タップのセントクリスマス」というタイトルでデモバージョンがTAKUROの弾き語りによって披露された。
7. 夏の彼方へ (Johnny the unity mix)
オリジナルサウンドトラック『映画版 未来日記』にも収録されていた「夏の彼方へ」のリアレンジバージョン。
8. neverland
作詞こそTAKUROであるが、作曲は今作品で唯一TAKURO以外のメンバー、JIROによるもの。3分半のスロウな楽曲の中で、ひと組のカップルの恋愛模様が語られてゆく曲である。
9. 彼らのHOLY X'MAS
前作『ONE LOVE』にもクリスマス・ソングは収録されていたが、前作は男女の恋愛におけるクリスマス・シーンを描写していたのに対し、今作は「平和の象徴」としてのクリスマスについて綴られたものであると思われる。同曲は2000年のクリスマス、ファンクラブの会員宛に発送されたクリスマスカードに「テッコのホーリークリスマス」というタイトルでCDが添付されていた。
10. Father & Son
TAKUROが幼い頃に亡くなった父親に対する想いが描かれた曲。歌詞の中で語られているバスのエピソードはTAKURO自身の実体験である（ただし、歌詞の中でも描かれているように現実に起こった出来事かはわからないらしい）。なお、歌詞は「子供が生まれる事によって親の苦労を知る」という風に進んでいくが、これは元々この曲は子供が生まれる友人のためにTAKUROが作ったためだと思われる（当時TAKUROは結婚していない）。
11. 卒業まで、あと少し
25thシングル「Way of Difference」のカップリング曲。学校の卒業をテーマにした楽曲。歌詞の内容はTAKUROの体験した実話が基となっている。メンバーであるJIROもこの曲を佳曲と発言をしている。
12. Friend of mine
函館時代のTERUの親友が希望していた国家試験を3年続けて不合格だったことへのメッセージソングだとTERUが語っている[3]。
GLAYのメンバーをしてもこの曲はどういうジャンルに分類されるのか分らないという、不思議な曲調の楽曲となっている。
13. ALL STANDARD IS YOU 〜END ROLL〜
前作『ONE LOVE』の収録曲のリアレンジ・ヴァージョン。前作の様なロック・バラード風な作りではなく、今作に顕著なスロウ・バラード風な作りをもって、本作品のラストを穏やかに彩っている。2002年に放送された毎日放送『情熱大陸』で「ALL STANDARD IS YOU」の別バージョンのレコーディング風景が紹介されていたが、おそらくその別バージョンがこの曲の原型になっているのではないかと思われる。

## UNITY ROOTS & FAMILY,AWAY Anthology
『UNITY ROOTS & FAMILY,AWAY Anthology』（ユニティー・ルーツ・アンド・ファミリー・アウェイ・アンソロジー）は、日本のロックバンドであるGLAYの7作目のアルバム『UNITY ROOTS & FAMILY,AWAY』の復刻盤。

### 概要
- アンソロジーシリーズとしては9作目。
- 2CD+1Blu-rayの3枚組とブックレット付。DISC1にはアルバム本編と、アルバム未収録となったシングル「逢いたい気持ち」とそのカップリング曲をリミックス・リマスターした全16曲を収録。DISC2にはアルバム本編及び2002年にリリースされたシングルのデモ音源とライブ音源)をCDに、そしてにDISC3には2022年に行われたホールツアー「GLAY Anthology presents -UNITY ROOTS & FAMILY,AWAY 2022-」より、最終日である10月24日のアクトシティ浜松 中ホールでの公演[11]を、Blu-rayで完全収録。ブックレットにはリリース当時の撮り下ろし写真やアーティスト写真、ジャケット写真のアウトテイク、その他ライブ写真などを掲載。

### 記録
週間アルバムランキング(2023年02月20日付)では、初週で6,389枚を売り上げ、6位を獲得。Anthologyシリーズとしては、『SPEED POP Anthology』で記録した7位から最高位を更新。
また、ROCKアルバムランキング(2023年02月20日付)では2位を獲得した。

### 収録曲

#### DISC 1(CD)
『UNITY ROOTS & FAMILY,AWAY』Remix＆Remastering 2023
1. WE ALL FEEL HIS STRENGTH OF TENDER
2. またここであいましょう
3. girlish MOON
4. Way of Difference
5. 航海
6. ゆるぎない者達
7. 夏の彼方へ
8. neverland
9. 彼らのHOLY X'MAS
10. Father & Son
11. 卒業まで、あと少し
12. Friend of mine
13. ALL STANDARD IS YOU 〜END ROLL〜
14. 逢いたい気持ち
27thシングル
15. BROTHEL CREEPERS
27thシングルのカップリング曲
16. GIANT STRONG FAUST SUPER STAR
26thシングル「またここであいましょう」カップリング曲

#### DISC2(CD)
『UNITY ROOTS & FAMILY,AWAY』Demo & Live
1. WE ALL FEEL HIS STRENGTH OF TENDER Demo
2. またここであいましょう Demo
3. girlish MOON Demo1
4. girlish MOON Demo2
5. Way of Difference Demo
6. 航海 Live Ver. from HIGHCOMMUNICATIONS TOUR 2003
7. ゆるぎない者達 Demo
8. 夏の彼方へ Live Ver. from Ichikawa (2022)
9. neverland Demo
10. 彼らのHOLY X'MAS 2022 Live Arrange
11. Father & Son Demo1
12. Father & Son Demo2
13. 卒業まで、あと少し Demo
14. Friend of mine Demo
15. ALL STANDARD IS YOU 〜END ROLL〜 Live Ver. from Ichikawa (2022)
16. 逢いたい気持ち Demo
17. Father & Son Demo3
18. Friend of mine Demo2
19. GIANT STRONG FAUST SUPER STAR feat. すーぱーそに子

- 17～19曲目はCDには収録されておらず、GLAY OFFICIAL APPでのみ配信されている。

#### DISC3(Blu-ray)
GLAY Anthology presents -UNITY ROOTS & FAMILY, AWAY 2022- Live at ACT CITY HAMAMATSU 2022.10.24
1. WE ALL FEEL HIS STRENGTH OF TENDER
2. またここであいましょう
3. girlish MOON
4. Way of Difference
5. 航海
6. ゆるぎない者達
7. 夏の彼方へ
8. neverland
9. 彼らのHOLY X'MAS
10. Father & Son
11. 卒業まで、あと少し
12. Friend of mine
13. ALL STANDARD IS YOU 〜END ROLL〜
14. Only One,Only You
-Encore-
15. Freeze My Love
16. TWO BELL SILENCE
17. BEAUTIFUL DREAMER

## 参加ミュージシャン
- 永井利光 - ドラムス
- 小森茂生 - キーボード
- 佐久間正英 - キーボード、ピアノ、ギター、プログラミング
- Curtis King Jr. - コーラス(#1)
- Brenda White-King - コーラス(#1)
- Tawatha Agee - コーラス(#1)
- Pierre Cook - コーラス(#12)
- Knolle Higginson-wydro - コーラス(#12)
- Shahene Nelson - コーラス(#12)
- Dejahnee Richardson - コーラス(#12)
- Headcrack - ラップ
- dj honda - トラッキング(#13)